# Darkwood
Pour les articles homonymes, voir Darkwood (jeu vidéo).
Darkwood est un groupe allemand de néofolk, originaire de Dresde. L'instrumentation généralement minimaliste avec chant, guitare est parfois agrémentée de violon et de nappes de synthétiseur. Les paroles des textes sont en allemand et en anglais.

## Histoire
Depuis sa création, le groupe est composé d'Henryk Vogel et de la violoncelliste Nadja Stahlbaum. Depuis Notwendfeuer (2006), Darkwood est complété par Manuela Zankl (accordéon, chant d'accompagnement) et Valentin (violon). Par ailleurs, divers musiciens invités apportent leur contribution à certains morceaux. Depuis 1997, Darkwood se produit devant un public en direct. Dans le passé, Andreas Ritter (Forseti) ou Markus Wolff (Waldteufel) ont déjà apporté leur aide en plus de la formation normale.
Avec la compilation Lied der Kämpfer : A tribute to Darkwood sortie en 2015, à l'occasion du vingtième anniversaire du groupe, divers groupes de néofolk enregistrent des reprises de morceaux de Darkwood.

## Style musical
Jusqu'à la sortie de l'album Herbstgewölk, la musique oscille entre l'instrumentation acoustique et les emprunts du martial industrial. Après 2004, le style s'oriente davantage vers des instruments typiques du néofolk comme la guitare et le violon, avec des morceaux aussi bien mélancoliques et calmes que combatifs et effervescents.
Au niveau des textes, Darkwood reprend des thèmes historiques, mystiques de la nature ou païens et met en musique des poèmes de poètes comme Georg Trakl ou Otto Ernst. 

## Discographie

### Albums studio
- 1999 : In the Fields
- 2000 : Heimat und Jugend
- 2001 : Flammende Welt
- 2003 : The Final Hour (album live)
- 2004 : Herbstgewölk
- 2004 : Lapis (avec Chaos as Shelter)
- 2006 : Notwendfeuer
- 2009 : Ins dunkle Land
- 2013 : Schicksalsfahrt
- 2020 : Twilight Garden

### Compilations
- 2003 : Weltenwende
- 2015 : Swords in Stone
- 2015 : Flammenlieder

### EP
- 2000 : Talons
- 2017 : Erntefeuer (EP live)